# The Forest Seasons
The Forest Seasons è il terzo album in studio del gruppo melodic death metal finlandese Wintersun, pubblicato nel 2017.

## Tracce
Testi e musiche di Jari Mäenpää.
1. Awaken from the Dark Slumber (Spring) (Part I: "The Dark Slumber" 
 Part II: "The Awakening") – 14:40
2. The Forest That Weeps (Summer) – 12:18
3. Eternal Darkness (Autumn) (Part I: "Haunting Darkness" 
 Part II: "The Call of the Dark Dream" 
 Part III: "Beyond the Infinite Universe" 
 Part IV: "Death") – 14:08
4. Loneliness (Winter) – 12:54
5. Loneliness (Winter) (Acoustic Bonus Track) – 8:02